# Arčoni
Arčoni este o localitate din comuna Renče-Vogrsko, Slovenia, cu o populație de 127 de locuitori.